# 被掩盖的原罪：奴隶制与美国资本主义的崛起
《被掩盖的原罪：奴隶制与美国资本主义的崛起》是美国历史学家爱德华·巴普蒂斯特创作的一本关于美国奴隶制历史书，2014年由哈珀柯林斯出版集团旗下的Basic Books出版，获美国历史学家协会颁发的“艾弗里·克雷文奖”和 “西德尼·希尔曼奖”。